# Kroko
Kroko ist ein deutscher Spielfilm aus dem Jahre 2003. Die Hauptrolle spielt Franziska Jünger, Regie führte Sylke Enders.

## Handlung
Der Film spielt im Berliner Ortsteil Wedding und handelt von Jugendlichen, die Gewalt als einzige verbleibende Ausdrucksform ihrer Persönlichkeit betrachten. Die 17-jährige Protagonistin Julia, genannt „Kroko“, bekommt 60 Stunden Sozialarbeit in einer Wohngemeinschaft für geistig behinderte Menschen auferlegt, nachdem sie ohne Führerschein mit einem fremden Auto einen Radfahrer angefahren hat. Die sonst so coole Kroko wächst im Laufe des Films emotional an der Konfrontation mit den Behinderten.

## Hintergrund
Das Drama ist einer von vier Filmen der Regisseurin Sylke Enders aus Berlin. Der Film gehört zur Kategorie der gesellschaftskritischen sogenannten „off-Filme“, die in ausgewählten Programmkinos gezeigt werden.

## Auszeichnungen
Deutscher Filmpreis 2004
- Filmpreis in Silber in der Kategorie Bester Spielfilm (Produzentin: Gudrun Ruzicková-Steiner)
- Nominierung in der Kategorie bester Nebendarsteller für Hinnerk Schönemann

First Steps – Der Deutsche Nachwuchspreis 2003
- Nominierung in der Kategorie „Abendfüllender Spielfilm“

Europäischer Filmpreis 2004
- Nominierung in der Kategorie „Europäische Entdeckung des Jahres“ für Sylke Enders